# Горан Вуйович
Горан Вуйович (серб. Горан Bуjoвић; нар. 3 травня 1987, Цетинє, СР Чорногорія) — чорногорський футболіст, нападник клубу «Ком».

## Клубна кар'єра

### Ранні роки
До 2006 року виступав за «Телеоптик», після чого перейшов до «Баната» з Суперліги Сербії. У вище вказаній команді провів два сезони, відзначився 8-ма голами в 35-х матчах.

### «Відеотон»

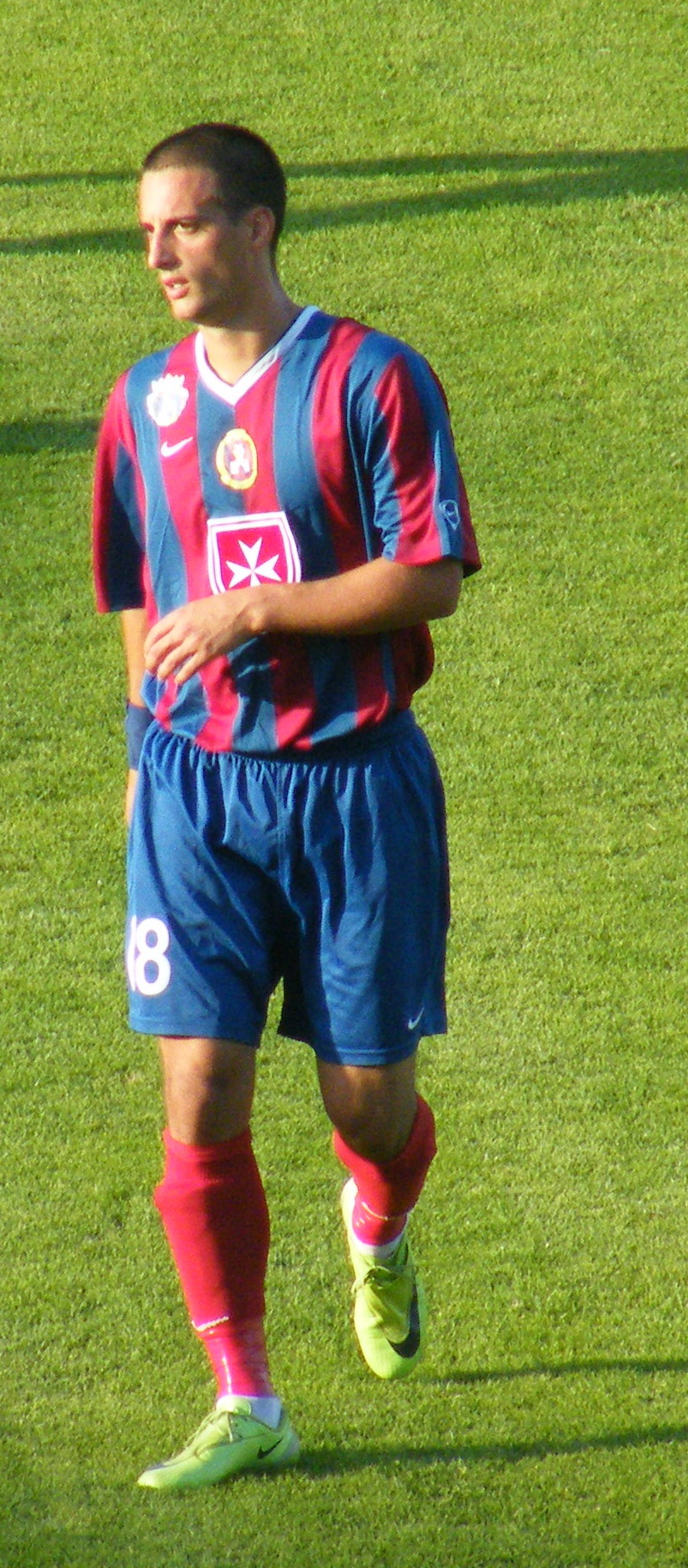
Горан Вуйович (2009)

17 червня 2008 року переїхав до Угорщини, де підписав 3-річний контракт з «Фегеваром» (який у 2009 році змінив назву на «Відеотон»). 26 липня 2008 року дебютував у вищому дивізіоні угорського чемпіонату в поєдинку проти «Шіофока». Дебютним голом за «Фегевар» відзачився 4 жовтня в поєдинку проти «Пакша». В осінній частині сезону відзначився двома голами. Проте вже навесні відзначався забитими м'ячами у воротах «Кечкемета», МТК (Будапешт), «Діошдьйора», «Дьйора», «Вашаша» та «Уйпешта». Відзначився хет-триком у воротах МТК, а останні три м'ячі забив у трьох турах поспіль. Загалом же в 24-х матчах відзначився 10-ма голами, а «Відеотон» посів підсумкове 5-те місце в угорському чемпіонаті. Натомість, команда з Секешфегервара здобула Кубок Ліги, обігравши у фіналі «Печ». Вуйович також забив у матчі два м’ячі, тому зробив вагомий вклад у здобутті кубка. 
У сезоні 2009/10 років боровся з травмами, тому провів лише сім матчів у першій команді. Тренер «Відеотону» Дьордь Мезеї тричі випускав чорногорця в стартовому складі і чотири рази на заміну. в жодному з вище вказаних матчів забитими м'ячами не відзначався. Виступав за «Відеотон II» у другому дивізіоні, зіграв чотири матчі, відзначився голом у воротах «Козармішленя». Через травми не зміг відіграти значимої ролі у  складі «Відеотона», який виграв срібні медалі чемпіонату. Також травми завадили «Горану» закріпитися у «Відеотоні», через що його декілька разів відправляли по орендам. У січні 2011 року відправився в оренду іншому клубу вищого дивізіону Угорщини «Кечкемет», щоб допомогти вище вказаному клубу виграти Кубок Угорщини 2010/11. Проте у фіналі турніру на поле так і не вийшов, оскільки у вирішальному матчі «Кечкемет» грав «Фегервар». Влітку 2011 року відданий в оренду іншому клубу, «Голодаш». По завершенні контракту з «Відеотоном» підписав контракт з новачком вищого дивізіону чемпіонату Угорщини, «Егером», але вже через 3 місяці залишив клуб.

### «Могрен»
На початку 2013 року повернувся на батьківщину, де протягом півроку виступав за «Ловчен». Під час літнього трансферного вікна 2013 року перебрався до «Могрен». Після цього в інтерв'ю чорногорському спортивному порталу CG fudbal, заявив, що прийняв запрошення Могрена і вважає, що цей клуб був найкращим кандидатом на перемогу в Першій лізі Чорногорії 2013/14. Однак до січня 2014 року Вуйович подав скаргу на «Могрен» до арбітражному суді Чорногорії через невиплачені зарплати. В інтерв'ю газеті ДАН, що, окрім невиплатити зарплати, у Могрена навіть не вистачало грошей, щоб заправити автобус команди газом; він підсумував своє перебування в «Могрені» як «помилку у своїй кар’єрі».

### «Сутьєска»
24 січня 2014 року підписав 6-місячний контракт з нікшицькою «Сутьєскою». Відіграв півсезони, Вуйович сприяв тому, що «Сутьєска» виграла Першу лігу Чорногорії в сезоні 2013/14 років, при цьому відзначився трьому голами в чемпіонаті. У сезоні 2014/15 років з 21-м забитим м'ячем став найкращим бомбардиром чемпіонату Чорногорії.

### «Арсенал» (Тула)
Влітку 2015 року підписав 3-річний контракт з тульським «Арсеналом», який вилетів до Першого дивізіону чемпіонату Росії. Через те, що трансферний лист Вуйовича було втрачено у 2013 році, туляки змогли заявити його лише 27 липня. Того ж дня форвард дебютував у ФНЛ, вийшовши на заміну у домашньому матчі проти «Тосно» (3:1).
1 липня 2017 року його викупила албанська команда «Скендербеу», з якою Вуйович підписав дворічний контракт, до 30 червня 2019 року.

## Кар'єра в збірній
Провів 9 матчів у молодіжній збірній Чорногорії, відзначився 1 голом. 6 червня 2009 року дебютував за національну збірну Чорногорії у матчі кваліфікації чемпіонату світу 2010 року проти Кіпру (2:2).

## Статистика виступів

### У збірній
| Дата     | Місто   | Господарі | Результат | Гості      | Турнір            | Голи | Примітки |
| -------- | ------- | --------- | --------- | ---------- | ----------------- | ---- | -------- |
| 6-6-2009 | Ларнака | Кіпр      | 2 – 2     | Чорногорія | Відбір до ЧС 2010 | -    |          |
| Усього   |         | Матчів    | 1         |            | Голів             | 0    |          |

## Досягнення
«Відеотон»
- Немзеті Байноксаґ I
  -  Чемпіон (1): 2010/11
  -  Срібний призер (1): 2009/10

- Кубок угорської ліги
  -  Володар (1): 2009

- Суперкубок Угорщини
  -  Володар (1): 2011

«Кечкемет»
- Кубок Угорщини
  -  Володар (1): 2010/11

«Сутьєска»
- Перша ліга Чорногорії
  -  Чемпіон (1): 2013/14
  -  Срібний призер (1): 2014/15
  - Найкращий бомбардир (1): 2014/15